# Tropimenelytron robustum
Tropimenelytron robustum är en skalbaggsart som beskrevs av Vladimir I. Gusarov 2002. Tropimenelytron robustum ingår i släktet Tropimenelytron och familjen kortvingar. Inga underarter finns listade i Catalogue of Life.